# 베리베리 뮤우뮤우
《베리베리 뮤우뮤우》(원제: 東京ミュウミュウ→도쿄 뮤우뮤우)는 일본의 이쿠미 미아의 만화와 이를 원작으로 하는 TV아이치 방영의 애니메이션이다. 대한민국무정 《포켓몬스터 AG》의 후속작으로 2004년 8월 4일부터 2005년 2월 17일까지 매주 수, 목요일에 방영되었고 이후 투니버스를 통해 2006년까지 방영된 바 있다. 원작 만화책은 '도쿄 뮤우뮤우' 1~7권과 '도쿄 뮤우뮤우 아라모드' 1~2권인데, 이 중에서 '도쿄 뮤우뮤우'는 서울문화사에서 2001년에 'OK 뮤뮤'라는 제목으로 먼저 발간되었다가 2013년 올레 TV 방송에 맞춰 '베리베리 뮤우뮤우'라는 제목으로 새로 발간했다. 또한 속편은 'NEW 베리베리 뮤우뮤우'라는 제목으로 2004년에 발간되었다. 2020년 4월 2일에 '도쿄 뮤우뮤우 뉴~♡'란 타이틀로 신작 애니메이션 제작이 결정되었다. 2022년 7월 6일부터 제1기가 방영되었고, 2023년부터 제2기가 방영될 예정이다. 2022년 12월 26일부터 2023년 3월 6일 까지 제2기 2023년 5월 12일 부터 2023년 7월 21일 까지 KBS 키즈에서 방영되었다.

## 방송 일시
| 방송 채널    | 방송 일자                         | 방송 시간 | 비고         |
| ------------ | --------------------------------- | --------- | ------------ |
| TV 아이치    | 2002년 4월 6일 ~ 2003년 3월 29일  | 종료      | TV 도쿄 계열 |
| TV 도쿄 계열 | 2022년 7월 6일 ~ 9월 21일         | 종료      |              |
| TV 도쿄 계열 | 2023년 4월 5일 ~ 6월 21일         | 종료      |              |
| TV 도쿄 계열 | 예정중                            | 현재      |              |
| KBS 키즈     | 2022년 12월 26일 ~ 2023년 3월 6일 | 종료      |              |
| KBS 키즈     | 2023년 5월 12일 ~ 2023년 7월 21일 | 종료      |              |

도쿄 뮤우뮤우(베리베리 뮤우뮤우)
제1화 고양이가 되다
제2화 새로운 친구
제3화 여고괴담
제4화 눈물의 데이트
제5화 리듬체조선수로 변신
제6화 영혼을 울리는 피아노
제7화 재롱둥이 푸링
제8화 온천여행
제9화 오빠를 위한 발라드
제10화 그녀의 이름
제11화 우리는 하나
제12화 베리의 비밀
제13화 민우의 마음
제14화 슬픈 사랑 이야기
제15화 우리들의 작은용사
제16화 레티의 첫사랑
제17화 나의 푸른기사
제18화 흔들린 마음
제19화 푸른 바다
제20화 힘내라 푸링
제21화 우리가 싸우는 이유
제22화 기나긴 하루
제23화 큐피트의 화살
제24화 내 마음의 보석상자
제25화 뮤아쿠아의 비밀
제26화 도시를 지켜라
제27화 민우의 고백
제28화 검은 고양이
제29화 고양이 말을 알아듣다
제30화 수정구슬속의 사랑
제31화 아빠의 마음
제32화 영원한 라이벌
제33화 푸링의 약혼자?!
제34화 소중한 믿음
제35화 루비와 꼬마숙녀
제36화 재희의 비밀
제37화 두근두근 첫데이트
제38화 성탄절의 기적
제39화 꿈속에 갇힌 뮤뮤
제40화 우리는 친구?!
제41화 행복을 주는 하늬바람
제42화 루비의 변심?!
제43화 우정보다 깊은 믿음
제44화 밀림이 된 도시
제45화 푸른기사의 비밀
제46화 새로운 멤버
제47화 사랑의 힘
제48화 킷슈의 음모
제49화 또다른 모습
제50화 딥블루의 부활
제51화 마지막전쟁
제52화(최종회) 지구의 미래
도쿄 뮤우뮤우 뉴~♡ (베리베리 뮤우뮤우 뉴)
| 회차       | 제목                                      | 방송 일자        |
| ---------- | ----------------------------------------- | ---------------- |
| 1화        | 오늘부터 정의의 수호자다 냥!              | 2022년 12월 26일 |
| 2화        | 진정한 친구란 뭐죠?                       | 2022년 12월 26일 |
| 3화        | 민트이 가출?! 제가 세상을 바꾸겠어요!     | 2023년 1월 2일   |
| 4화        | 언니는 아이돌, 마지막 한 사람은 대스타!   | 2023년 1월 9일   |
| 5화        | 웃어 민트! 아가씨는 우울해                | 2023년 1월 16일  |
| 6화        | 마음에 울려라! 나는 나를 뛰어넘는다.      | 2023년 1월 23일  |
| 7화        | 이별의 꽃보라                             | 2023년 1월 30일  |
| 8화        | 자신 가져.크루즈는 첫사랑 맛              | 2023년 2월 6일   |
| 9화        | 사랑의 큐피드, 극비 데이트 대작전!        | 2023년 2월 13일  |
| 10화       | 세상에 이런 일이? 두근거림이 멈추질 않아! | 2023년 2월 20일  |
| 11화       | 모두가 기다리고 있어! 달려라 홍베리!      | 2023년 2월 27일  |
| 최종화(12) | 비와 눈물                                 | 2023년 3월 6일   |

베리베리 뮤우뮤우 뉴 2
| 회차       | 제목                                     | 방송 일자       |
| ---------- | ---------------------------------------- | --------------- |
| 1화        | Step up! 홍베리, 사랑의 세컨드 스테이지! | 2022년 5월 12일 |
| 2화        | 민트이 가출?! 제가 세상을 바꾸겠어요!    | 2022년 5월 12일 |
| 3화        | 어머니께, 푸링은 잘 지내고 있는 것이다!  | 2023년 5월 19일 |
| 4화        | 사랑의 물방울, 그린과 인어공주           | 2023년 5월 26일 |
| 5화        | 두 명의 천재, 불꽃 튀는 MV 촬영!         | 2023년 6월 2일  |
| 6화        | 감추었던 각오, 뮤 프로젝트가 탄생한 날   | 2023년 6월 9일  |
| 7화        | 움직이기 시작하는 미래, 이것이 진정한 나 | 2023년 6월 16일 |
| 8화        | 킷슈와 푸른기사                          | 2023년 6월 23일 |
| 9화        | 딥 블루                                  | 2023년 6월 30일 |
| 10화       | 각각의 마음, 눈물의 밤                   | 2023년 7월 7일  |
| 11화       | 마음이 닿기를! 마지막 싸움!              | 2023년 7월 14일 |
| 최종화(12) | 우리가 만드는 미래                       | 2023년 7월 21일 |

베리베리 뮤우뮤우 3

## 줄거리
평범한 중학생이던 모모미야 이치고는 어느 날 아오야마 마사야와 데이트를 하던 도중 오키나와섬의 희귀 고양이인 이리오모테 산고양이의 유전자가 삽입되어 뮤우뮤우로 변신하는 능력을 얻게 된다. 그리고 그녀를 실험 대상으로 삼은 시로가네 료와 아카사카 케이이치로, 그리고 다른 네 명의 동료들과 함께 외계인의 공격으로부터 지구를 지키는 임무를 맡게 되는데...

## 등장인물

### 뮤우뮤우
모모미야 이치고 (홍베리)
색깔 :      분홍색
성우 - 일본 : 나카지마 사키, 대한민국 : 정미숙, 장예나(뉴)
본 애니메이션의 주인공. 생일은 3월 15일. 마사야와 데이트를 하는 도중 이리오모테 산고양이의 DNA를 삽입받아 뮤 베리로 변신할 수 있는 능력을 얻게된다.
아이자와 민트 (주민트, 하민트(뉴))
색깔 :      파란색
성우 - 일본 : 카카즈 유미, 대한민국 : 배정미, 김하루(뉴)
본 애니메이션의 등장인물. 생일은 10월 3일. 노도지롤 잉꼬의 유전자가 들어가서 뮤 민트로 변신한다.
미도리카와 레타스 (배레티, 연그린(뉴))
색깔 :      녹색
성우 - 일본 : 사쿠마 쿠미, 대한민국 : 양정화, 이유리(뉴)
본 애니메이션의 등장인물. 생일은 8월 7일. 돌고래 유전자를 받아서 뮤 레타스로 변신한다.
홍 푸링 (황푸링)
색깔 :      노란색
성우 - 일본 : 모치즈키 히사요, 대한민국 : 김서영, 박시윤(뉴)
본 애니메이션의 등장인물. 생일은 4월 19일. 원숭이의 일종인 황금사자타마린의 DNA이 들어가서 뮤 푸링으로 변신한다.
후지와라 자쿠로 (자루비, 서루비(뉴))
색깔 :      보라색
성우 - 일본 : 노다 준코, 대한민국 : 김지혜, 사문영(뉴)
본 애니메이션의 등장인물. 생일은 9월 6일. 회색 늑대의 DNA가 들어가서 뮤 루비로 변신한다.

### 카페 뮤우뮤우
시로가네 료(강재희, 백은우) / 알트
성우: 토치카 코이치 / 김일, 배정미 / 숀 셰멀, 나카무라 유이치 / 홍승효, 미정
15세. 어린 나이에 이미 미국에서 대학을 졸업하고 돌아온 천재이다. '카페 뮤우뮤우' 의 오너이며 현재 카페의 2층에서 살고 있다. 과학자인 부모님은 구작 한정으로 키메라가 일으킨 화재사고로 돌아가셨다.부모님이 모두 돌아가신 후, 아카사카 케이이치로와 함께 생전에 아버지가 진행하던 뮤뮤 프로젝트를 완성시킨 후 이치고 일행을 불러모아 지구를 지키기 위해 에일리언과 대적하게 된다.
아카사카 케이이치로(류시경, 주시경)
성우: 미도리카와 히카루 / 한호웅, 시라이 유스케 / 정의택
마샤
성우: 노다 준코 / 양정화, 이시하라 카오리 / 김연우

### 에일리언
딥 블루
에일리언의 수장. 이 행성을 지배하려는 야망을 갖고 있다. 각성 전에는 목소리로만 등장하며, 에일리언 3인의 목적 중 하나는 딥 블루를 부활시키는 것이다. 현재는 각성을 하지 않은 상태이기에 에일리언 본거지 내의 안개 속에서 실루엣으로 등장하며, 간부들에게 명령을 내리거나 대화를 할 수 있다. 카페 뮤우뮤우 쪽에서는 유일하게 시로가네가 아오야마를 의심하는 모습을 보였는데, 결국 후반부에서 아오야마가 딥 블루인 것을 뒤늦게 알아채고, "좀 더 빨리 눈치챘어야 했는데...!!"라고 한다.
킷슈
베리베리 뮤우뮤우의 등장인물. 생일은 2월 14일. 미형인 외모와 악역 중에서도 상당히 이례적인 성격인 캐릭터성, 이치고를 향한 비정상적인 집착 등 여러 요소 덕분에 본작 남성 캐릭터 중 가장 인기가 좋다. 무기는 삼지창 및 곤봉 중에서도 날카롭게 깎은 톤파.
파이
베리베리 뮤우뮤우의 등장인물. 생일은 12월 30일. 킷슈의 동료 에일리언. 냉철한 성격의 분석파로 명령에 절대복종하고 있으며 부채를 무기로 사용한다. 리부트에서는 매우 긴 곤봉으로 바뀌었다. 이름의 유래는 파이다. 북미판에서는 이름이 Sardon으로 바뀌었다. 'Sardonic(냉소적인)' 에서 따온 이름. 죄다 이름 번역이 이상해진 북미판 뮤우뮤우, 에일리언들 중에서 그나마 제일 번역이 잘 된 인물이다. 애니판에서는 미도리카와 레타스와 은근히 플래그가 있다, 킷슈 때문에 잘 안보이지만 구작 애니에서 예시로 딥블루가 폭주할때 레타스를 보면서 마지막 미소를 지은 후 나도 이제 잠이 들때가 온거 같다며 레타스와 일행들을 살리는 장면이라던지 신작에서는 엔딩에서 레타스가 파이한테 편지를 주고 받고 파이가 미소를 지으며 읽는 등 연애플래그가 있다.
타르트
베리베리 뮤우뮤우의 등장인물. 킷슈의 동료 에일리언. 어린 소년으로 푸링과 만날 때마다 티격태격한다.[1] 이름의 유래는 타르트다. 무기는 사냥돌. 리부트에서는 폭탄으로 바뀌었다.

### 친구들
- 아오야마 마사야(황민우)/푸른 기사

이치고의 남자친구
(성우:오가타 메구미)
- 혼죠 미와(성우: 카네다 토모코)
- 야나기다 모에 이세레나

### 뮤우뮤우 전사들의 가족
이치고(모모미야 가)
- 모모미야 신타로

(성우: 코시니 카츠유키/)
이치고의 아버지이며 이치고와 마사야의 교제를 반대하지만 마사야와의 결투 끝에 결국 교제를 인정한다.
- 모모미야 사쿠라

(성우: 혼다 타카코/)
이치고의 어머니며 개방적 성격에 항상 닭살 돋는 부부 관계를 유지한다.
민트(아이자와 가)
- 아이자와 세이지(주민서)

(성우: 호시 소이치로/)
민트의 오빠로 주로 발레를 잘한다.
레타스(미도리카와 가)
- 미도리카와 에이자부로

(성우: 토비타 노부오)
- 미도리카와 요모기

(성우: 네야 미치코)
푸링(홍 가)
- 헤이챠(용월병)

(성우:카네다 토모코/)

### 그 외
- 우에무라 아야노

(성우: 카와카미 토모코)
- 슌스케

(성우: 이시다 아키라/)
- 마리코

(성우: 오카무라 아케미)
- 이루카

(성우: 오리카사 후미코)
- 용월병

(성우: 모리카와 토시유키)
푸링의 아버지 밑에서 수행하던 사제이며 수행의 결과로 푸링과 결투를 하여 약혼자가 되기로 한다.
- 사이온지 칸나

(성우: 한바 토모에)
- 타다노 사츠키

(성우: 한바 토모에)
- 재클린

(성우: 카와스미 아야코)

#### 구작 목소리 출연
- 정미숙-홍베리
- 배정미-주민트, 베리의 엄마, 배호영(레티의 동생), 연보라, 어린 재희
- 양정화-배레티, 마샤, 타르트, 참새
- 김서영-황푸링(혼 푸린)
- 김지혜-자루비
- 엄상현-황민우, 김민우, 주민서(민트의 오빠), 딥 블루, 파이
- (故)김일-강재희(시로가네 료), 가게 관리인
- 한호웅-류시경, 홍베리 아빠, 담임 선생님
- 이연희-킷슈, 민트의 유모, 배레티 엄마, 의사
- 차명화-오도희
- 배주영-마리
- 이상범-봉구(고양이)
- 손원일-송하나 아빠, 강재희 아빠(시로가네 박사), 웨이터
- 김장-푸링의 약혼자(용월병)

#### 신작 목소리 출연
- 장예나 - 홍베리
- 김하루 - 하민트
- 이유리 - 연그린
- 박시윤 - 황푸링
- 사문영 - 서루비
- 김연우 - 마샤
- 김명준- 남도겸
- 홍승효 - 백은우
- 정의택 - 주시경
- 김채린 - 조미아
- 류승곤 - 파이
- 이세레나 - 유아리, 타르트
- 임채빈 - 킷슈
- 권성혁 - 베리 아빠
- 강시현 - 베리 엄마

## 우리말 제작
- 디자인: 황정언
- 녹음: 최서연, 이솔민
- 믹싱: 플레이그라운드
- 번역: 김보람
- 연출: 유현주
- 기획: KBS 키즈
- 제작: 플레이그라운드

## 더빙 제작
- 편곡: 강인구·양동규·정영희
- 작사·노래: 이소은
- 랩·코러스: 정여진, 김문선
- 컴퓨터 그래픽: 이상렬
- C.G: 김수현
- 녹음: 오승윤
- 종합편집: 이근형
- 번역: 박순아
- 연출: 권영숙
- 기획: SBS
- 제작: 에스에스애니먼트